# 徐纪平
徐纪平（1929年—），男，上海人，中国高分子化学家，曾任中国科学院长春应用化学研究所研究员、博士生导师。